# Manlio Cipolla
Manlio Italo Cipolla (Pavia, 2 maggio 1927 – Campione d'Italia, 24 febbraio 2013) è stato un allenatore di calcio, calciatore, nutrizionista e medico italiano, di ruolo attaccante.

## Biografia
Pavese, da calciatore giocò prevalentemente nelle serie minori; disputò alcune gare in Serie A con l'Ambrosiana (poi Internazionale) ed il Como.
Laureato in Medicina e Chirurgia, assistente straordinario presso l'Università degli Studi di Pavia negli anni 1950-1951, si specializzò in Igiene e microbiologia e in Medicina sportiva. Entrò sul finire degli anni Cinquanta nello staff della Simmenthal Monza, per poi passare per un trentennio in quello dell'Inter come responsabile del settore medico; presso l'ateneo pavese fu docente di Scienze della nutrizione, collaborò con centri di ricerca ed aziende alimentari. Fece parte anche dello staff della Pallacanestro Cantù a fine anni Sessanta, ed esercitò privatamente la professione a Campione d'Italia, dove morì a 85 anni. Autore di varie pubblicazioni, è ricordato per studi sull'alimentazione degli sportivi e sul recupero dallo sforzo.

## Carriera

### Calciatore
Entrato nelle giovanili dell'Ambrosiana, disputò coi nerazzurri il Torneo Benefico Lombardo 1944-1945 e il Campionato Italiano 1945-1946; sarebbe poi tornato a calcare i campi di massima serie nel 1951-1952, col Como. «Buon attaccante», fu particolarmente prolifico durante i campionati trascorsi sui campi di Perugia, Pavia (con cui ottenne una promozione in Serie B nel 1952-1953) e Varese, con cui visse le ultime stagioni agonistiche.

### Medico sociale
Vestì per un breve periodo il ruolo di allenatore, guidando il Simmenthal-Monza e lanciando Santino Maestri per poi dedicarsi alla carriera di medico sportivo.
Entrato nello staff medico dell'Inter in équipe con i colleghi Angiolino Quarenghi e Roberto Klinger nei primi anni Sessanta, vi rimase fino al 1994; in questo ruolo fu tra i protagonisti delle vicende della grande Inter. È ricordato per alcuni dissidi che lo staff medico ebbe con l'allenatore Helenio Herrera in merito all'utilizzo d'integratori che avrebbero dovuto migliorare le prestazioni della squadra (episodi che ricordò nel libro Calcio verità, pubblicato nel 1976 per l'editore Fortunalibri) e che culminarono con la presentazione delle dimissioni nel 1967, per le sue analisi dei bioritmi, che nel 1980 gli permettevano di prevedere vittorie e sconfitte, e per il suo lavoro su Andreas Brehme e Lothar Matthäus, a fine anni '80.

## Palmarès

### Giocatore

#### Competizioni nazionali
- Serie C: 1

Pavia: 1952-1953